# عبدالله بن معقل مزنی
عبدالله بن معقل مزنییا عبدالله بن معقل بن مقرن أبی الولید المزنی الکوفی از صحابی پیامبر اسلام و از حاضران در بیعت رضوان بود. عمر بن خطاب او را برای آموزش دینی مردم به بصره فرستاد تا مردم را آموزش دینی دهند و او نیز رهسپار آن‌جا شد و در همان شهر درگذشت.

## ویرایش
1. ↑  التاريخ، تراحم عبر. «عبد الله بن معقل بن مقرن أبي الوليد المزني الكوفي». تراجم (به عربی). دریافت‌شده در ۲۰۲۵-۰۲-۲۴.‏
2. ↑  «عبدالله بن مغفل مزنی». ویکی فقه. دریافت‌شده در ۲۰۲۵-۰۲-۲۴.‏